# King Creole (песня)
«King Creole» —  песня, которую Элвис Пресли записал для одноимённого кинофильма 1958 года.
В Великобритании песня в 1958 году вышла как отдельный сингл. Сингл поднялся на 2 места национального чарта (UK Singles Chart). В 2007 году сингл был в Британии переиздан, на этот раз он поднялся на 15 место в национальном чарте.
В 2015 году журналист мемфисской ежедневной газеты The Commercial Appeal Крис Херрингтон в своём списке 50 лучших песен Элвиса Пресли поставил песню «King Creole» на 42-е место.

## Чарты
| Чарт (1958)                       | Наив. поз. |
| --------------------------------- | ---------- |
| Великобритания (UK Singles Chart) | 2          |